# Delphinium barbeyi
Delphinium barbeyi är en ranunkelväxtart som först beskrevs av Ernst Huth, och fick sitt nu gällande namn av Ernst Huth. Delphinium barbeyi ingår i släktet storriddarsporrar, och familjen ranunkelväxter. Inga underarter finns listade i Catalogue of Life.

## Bildgalleri

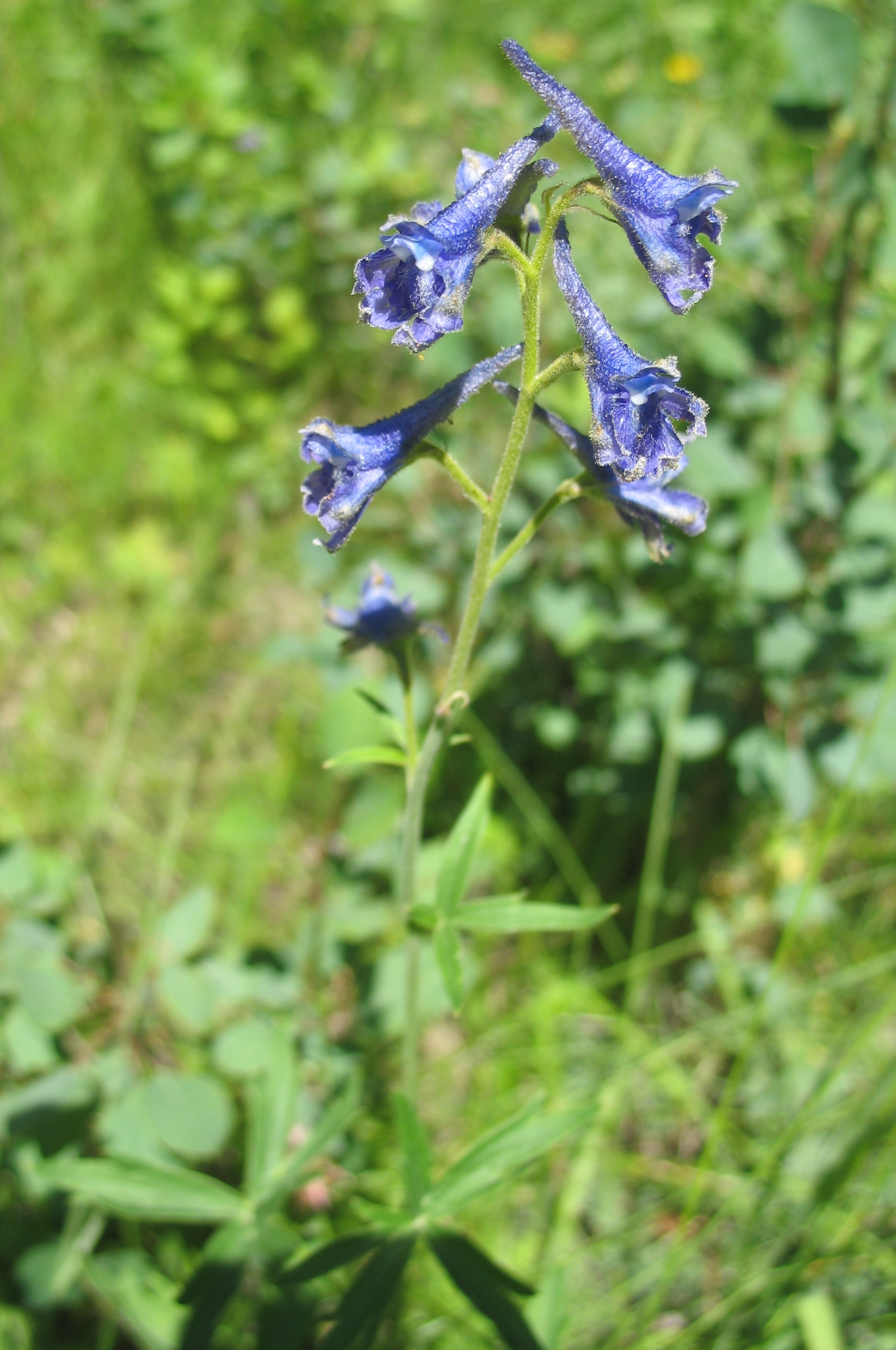